# 小行星3684
小行星3684（3684 Berry）是一颗绕太阳运转的小行星，为主小行星带小行星。该小行星于1983年1月9日发现。

## 轨道参数
小行星3684的轨道半长轴为2.2883735 UA，离心率为0.152。